# Le Mur de l'Atlantique
Le Mur de l'Atlantique is een Frans-Italiaanse film van Marcel Camus die werd uitgebracht in 1970.
Het scenario is gebaseerd op een idee van kolonel Rémy, een bekende Franse verzetsman en geheimagent in bezet Frankrijk tijdens de Tweede Wereldoorlog. De film deed het ontzettend goed bij het publiek en werd in 1970 aan de Franse kassa slechts geklopt door de Louis de Funès-komedie Le Gendarme en balade. Le Mur de l'Atlantique is de laatste film van hoofdrolspeler Bourvil, die drie weken voordat de film uitkwam overleed.

## Samenvatting
Begin 1944. Léon Duchemin is een brave restauranthouder die in een klein Normandisch dorp zijn restaurant samen met zijn zus Maria uitbaat. Onder zijn klanten bevinden zich zowel leden van de Duitse bezettingsmacht als Franse verzetsstrijders en zwarte markthandelaars. Zijn rustig leven wordt verstoord in het atelier van schilder Charlus aan wie hij heeft gevraagd de voorgevel van zijn restaurant te herschilderen. Léon wordt daar door de Duitsers verward met de schilder omdat hij met staaltjes en rollen in zijn handen staat. Hij moet hen volgen naar hun lokaal hoofdkwartier waar hij de opdracht krijgt renoveringswerken uit te voeren. Per ongeluk komt een ultrageheim document terecht in Léons uitgerolde stalen.

Ondertussen is Jeff, een neergehaalde Britse piloot van de Royal Air Force, door het dak van Léons huis gevallen. Hij wordt verstopt en geholpen door Léons dochter Juliette. Thuis ontdekt Léon het document dat hij heeft meegenomen. Hij durft het niet teruggeven omdat hij vreest van diefstal beschuldigd te worden. Jeff krijgt het te zien en beseft dat het gaat om Hitlers plannen voor de bouw van zijn V1. Zo raakt Léon betrokken bij de activiteiten van het verzet en wordt hij tot verzetsman gebombardeerd. Hij komt in Engeland terecht, waar hij door commandant Perry acht maanden wordt verhoord. Samen met Jeff keert hij terug naar Normandië, waar Jeff een aanslag moet plegen op maarschalk Rommel.

## Rolverdeling
| Acteur              | Personage                               | Beschrijving                      |
| ------------------- | --------------------------------------- | --------------------------------- |
| Bourvil             | Léon Duchemin                           | de Normandische restauranthouder  |
| Peter McEnery       | Jeff                                    | de Britse parachutist en officier |
| Sophie Desmarets    | Maria Duchemin                          | de zus van Léon                   |
| Jean Poiret         | Armand                                  |                                   |
| Reinhard Kolldehoff | luitenant Heinrich Jakobus Steinbichler | bijgenaamd 'Totor'                |
| Sara Franchetti     | Juliette Duchemin                       | de dochter van Léon               |
| Pino Caruso         | luitenant Friedrich                     | chauffeur van Rommel              |
| Terry-Thomas        | commandant Perry                        |                                   |
| Roland Lesaffre     |                                         | de valse verzetsman (met de tics) |
| Jacques Balutin     |                                         | een gendarme en verzetsman        |
| Jean-Pierre Zola    | kolonel Muller                          |                                   |
| Georges Staquet     | Hippolyte                               | verzetsleider                     |
| Jacques Préboist    | Ernest                                  |                                   |
| John Eppler         | Erwin Rommel                            |                                   |
| Patrick Préjean     |                                         | een Brits officier                |
| Annabel Leventon    | Sybil                                   |                                   |
| Jackie Rollin       | Angèle Charlus                          |                                   |
| Michel Robin        |                                         | de schoenmaker                    |